# 入船亭扇太
入船亭 扇太（いりふねてい せんた）は、落語家の名前。
- 入船亭扇太 - 後∶三代目入船亭扇蔵
- 入船亭扇太 - 本項目にて記述

入船亭 扇太（いりふねてい せんた、1993年12月16日 - ）は、落語家。本名∶菅原 和也。出囃子は『道成寺旧合方』。

## 経歴
2016年、早稲田大学文化構想学部卒業。
2017年4月、入船亭扇遊に入門。2018年3月21日、前座となる。前座名は師匠扇遊の前座名でもある「入船亭扇ぽう」を名乗る。
2022年5月21日、古今亭雛菊、柳家小ふねと共に二ツ目に昇進し、「扇太」と改名。「扇太」の名は師匠扇遊の弟弟子三代目入船亭扇蔵の二ツ目名。

## 芸歴
- 2017年4月 - 入船亭扇遊に入門。
- 2018年3月 - 前座となる、前座名「扇ぽう」。
- 2022年5月 - 二ツ目昇進、「扇太」に改名。